# マニュファクチュール
マニュファクチュールとは、ムーブメント（時計の駆動装置）から自社一貫製造する時計メーカーを指す時計学用語。原語はフランス語の"Manufacture d'horlogerie"。
エタ等のムーブメント・メーカーからムーブメントを購入して時計を組み立てるエタブリスール（établisseur ）の反対語で、高度で幅広い技術を持っている証しとされる。
初めて自社一貫製造を取り入れたブランドはゼニスとされ、1865年に確立した。時計製造がまだ数百の小さな家内工房に依存していた当時、ゼニスは時計製作に関わる数多くの技術を一つ屋根の下に集結させた。

## マニュファクチュールの定義
時計産業の中心地スイスでは、時計の製造はもともと水平構造の分業制であった。すなわち、時計のパーツごとに専門のメーカーが存在し、各部品メーカーが製作したパーツを、組立メーカーが品質をチェックして組立て、完成品にするというものである。それは高級時計であったとしても同様で、クロノグラフなどにおいては20世紀後半でもなお、ムーブメントメーカーから調達したベースムーブメント（「エボーシュ」と呼ぶ）を自社で独自に改良し完成させて搭載するのが一般的であった。パテック・フィリップなどの名門メーカーは、高級エボーシュメーカーの良質なムーブメントをベースに、複雑機構を付け加えるなどの徹底的な改良を行い、各々の構成部品を完璧に仕上げ直し、面取り、ポリッシュ、ペルラージュ装飾、コート・ド・ジュネーヴ装飾などを施すことで、その高い品質が評価されてきた。そして古くはケースや文字盤などの外装部品も同様に、外部調達したものを徹底的に美しく仕上げて組み立てる手法をとっていた。しかし21世紀初頭までにパテック・フィリップをはじめとする一部の高級時計メーカーが徐々に垂直統合型のマニュファクチュールへと変貌を遂げ、外装だけでなくムーブメントまで全てを自社製で賄うようになり、それ以降マニュファクチュールであることが高い技術力と品質の信頼性を示す大きな要素となった。なお、ゼニスやジャガー・ルクルトといったごく一部のスイスメーカーや、スイスのような分業制の基盤がなかった日本のセイコーなどは、19世紀にまで遡る創業時から自社一貫製造体制を取り入れているが、その特徴がフィーチャーされるようになったのは、マニュファクチュールの地位が確立した比較的近年のことと考えられている。
エタの2010年問題もあって自社一貫製造を掲げるメーカーの数は現在も増加傾向にあるが、自社製ムーブメントを謳っているマニュファクチュールであっても、機械式時計の最も重要な基幹部品であるヒゲゼンマイの製造には極めて高度な技術力を要するため、ほとんどの場合自社製造できておらず、外部の専門製造メーカーからの調達に依存しているのが実情である。ニヴァロックス・ファー社はヒゲゼンマイ専門製造メーカーの代表的存在であり、その供給率は2021年時点でスイス時計メーカーの90%から95%に及ぶとされる。ただし近年では、高級時計メーカーを中心にヒゲゼンマイの開発が盛んになってきており、自社開発を推し進める流れが顕著になってきている。自社製ヒゲゼンマイの開発に成功しているメーカーとしては、パテック・フィリップ、ブレゲ、A.ランゲ&ゾーネ、ジャガー・ルクルト、ロレックス、カルティエ、オメガ、H.モーザー、ユリスナルダン、パルミジャーニ・フルリエ、タグ・ホイヤー、ノモス、セイコー、シチズンなどがあり、今後も増加する可能性は高い。現状として、全てあるいはほとんどの製品に自社製ヒゲゼンマイを搭載しているマニュファクチュールはさらに少ないが、パテック・フィリップ、A.ランゲ&ゾーネ、ロレックス、ノモスなどはその体制を有しており、これらのメーカーは「完全マニュファクチュール」に近いと言える。なお、これらのメーカーでも内製率は95%程度であり、一部の部品の製造などは外部に委託されている。
また、一般にマニュファクチュールと呼ばれているメーカーでも、自社製ムーブメントを使う製品ラインとエボーシュを使う製品ラインを分けているメーカーも少なくない。近年は、ムーブメントの設計のみを行い、製造は他社に任せるファブレス・マニュファクチュールも増えてきている。ノモスのようにムーブメントメーカーからムーブメントの設計図とその使用権を購入して生産する会社も存在する。さらに、自社製ムーブメントを謳っていてもムーブメントメーカーのムーブメントとの類似を指摘され流用を疑われる例もある。
以上に述べたようにマニュファクチュールとエタブリスールとの間にはっきりした境界線はなく、近年、時計メーカーや時計販売店がマーケティング用語として「マニュファクチュール」を乱用する傾向が続いている。

## マニュファクチュールの例
- パテック・フィリップ
- オーデマ・ピゲ
- ヴァシュロン・コンスタンタン
- A.ランゲ&ゾーネ
- ブレゲ
- ジャガー・ルクルト
- ブランパン
- ロレックス
- ゼニス
- ジラール・ペルゴ
- グラスヒュッテ・オリジナル
- ショパール
- パネライ
- ピアジェ
- IWC
- ユリスナルダン
- ブライトリング
- ブルガリ
- H.モーザー
- ロジェ・デュブイ
- パルミジャーニ・フルリエ（英語版）
- F.P.ジュルヌ（英語版）
- モリッツ・グロスマン（英語版）
- ウブロ
- フレデリック・コンスタント
- モーリス・ラクロア
- ノモス・グラスヒュッテ
- セイコー
- シチズン
- オリエント